# Kathleen Burke

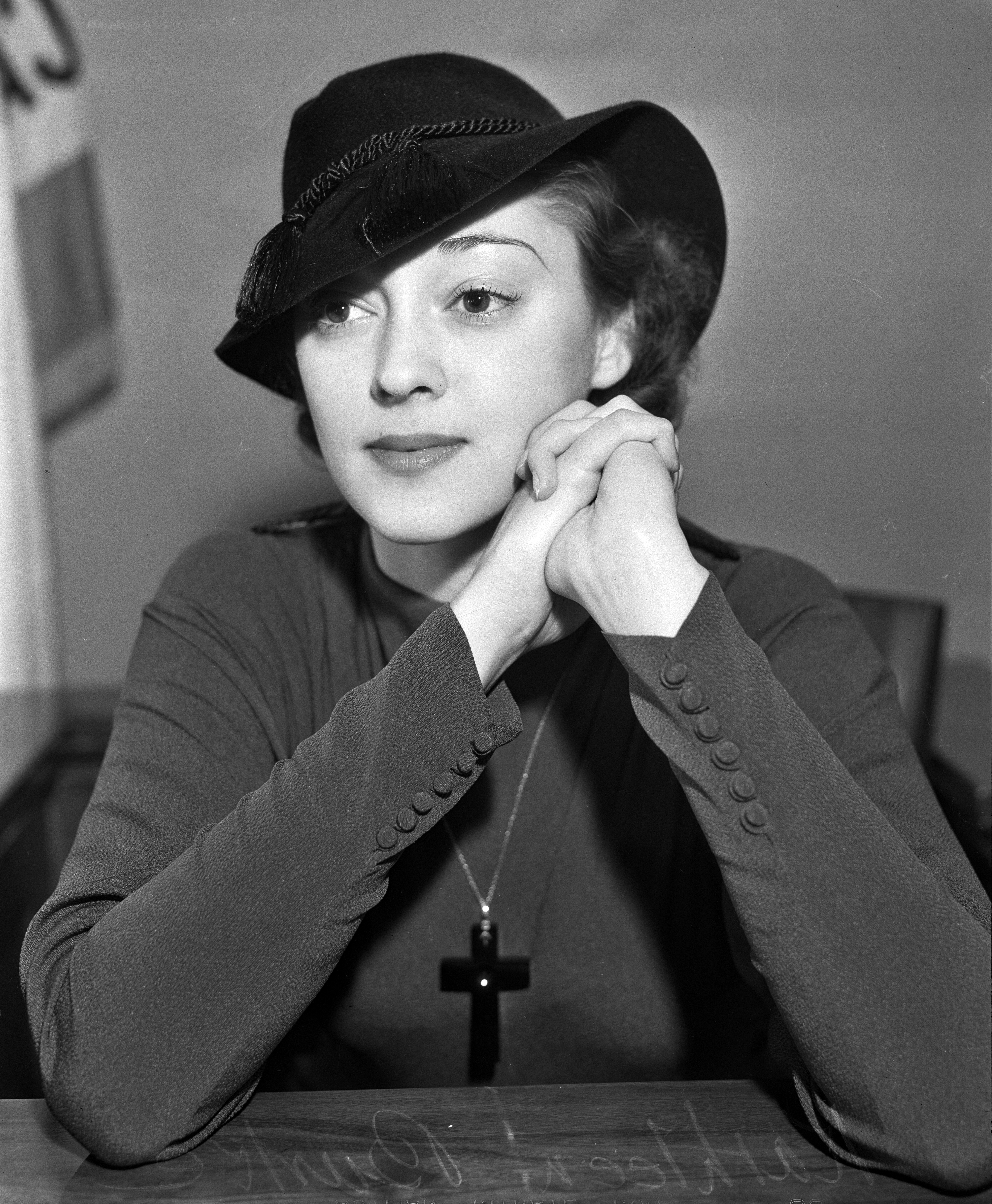
Kathleen Burke (1934)

Kathleen Burke (* 5. September 1913 in Hammond, Indiana; † 9. April 1980 in Chicago, Illinois) war eine US-amerikanische Filmschauspielerin der 1930er-Jahre. 
 

## Leben
Burke arbeitete zunächst als Zahnarzthelferin in Chicago, bevor sie an einem landesweiten Wettbewerb teilnahm, den die Filmgesellschaft Paramount Pictures ausgerufen hatte, um die Rolle der Pantherfrau in dem Horrorfilm Insel der verlorenen Seelen (1932) (Originaltitel Island of Lost Souls) zu besetzen. Dabei setzte sich Burke gegen eine Vielzahl von Konkurrentinnen durch und erhielt die Rolle in dem 1932 uraufgeführten Film. In dem 1933 uraufgeführten Western Sunset Pass, ihrem dritten Film, spielte sie die weibliche Hauptrolle an der Seite von Randolph Scott. In den folgenden Jahren (1934 und 1935) spielte sie unter anderem mit Maurice Chevalier in Die lustige Witwe, mit Gary Cooper in Bengali und mit Cary Grant in Das letzte Fort. Ihren letzten Film, die Komödie Rascals, drehte sie 1938 im Alter von 25 Jahren. Insgesamt hatte sie in einem Zeitraum von sechs Jahren an 22 Filmen mitgewirkt. 
Nach dem Ende ihrer Filmkarriere war Burke noch einige Jahre als Bühnenschauspielerin tätig. Sie starb im April 1980 in Chicago mit 66 Jahren nach längerer Krankheit. Burke wurde von ihrem dritten Ehemann Forrest L. Smith sowie ihrer Mutter überlebt.

## Filmografie (Auswahl)
- 1932: Die Insel der verlorenen Seelen (Island of Lost Souls)
- 1933: Panik im Zoo (Murders in the Zoo)
- 1933: Flammenreiter (Sunset Pass)
- 1934: Grande Dame
- 1934: Sechs von einer Sorte (Six of a Kind)
- 1934: Die lustige Witwe (The Merry Widow)
- 1934: Bulldog Drummond schlägt zurück (Bulldog Drummond Strikes Back)
- 1935: Bengali (The Lives of a Bengal Lancer)
- 1935: Das letzte Fort (The Last Outpost)
- 1935: Nevada
- 1936: Craig’s Wife
- 1937: Boy of the Streets
- 1938: Rascals